# Herbert Alexander Stützer
Herbert Alexander Stützer (* 28. Januar 1909 in Berlin; † 7. November 1994 in München) war ein deutscher Kunsthistoriker, Schriftsteller und Pädagoge.

## Leben und Werk
Herbert Alexander Stützer studierte an den Universitäten Breslau und Bonn Philosophie, Geschichte, Kunstgeschichte und Archäologie. Er promovierte 1931 zum Dr. phil. (Doktor der Philosophie). 1932 veröffentlichte er sein erstes Buch. Es folgten zahlreiche Erzählungen, Romane und Sachbücher.
Seine Spezialgebiete waren etruskische und römische Kunst sowie die italienische Kunst der Renaissance. Er wurde bekannt durch seine Vorträge, Seminare, Kunstreisen und Fernsehsendungen. 1986 erhielt er in Tarquinia für seine Verdienste um die etruskische Kultur den internationalen Preis Una Voce per L’Etruria. Stützer lebte die letzten Jahrzehnte als freiberuflicher Kunsthistoriker in München.

## Veröffentlichungen

### Belletristik
- Fritze und sein Zirkus. Herder, Freiburg 1932.
- Fritz und die Notverordnung. V. Höfling, München 1933.
- Achtung! Achtung! Hier ist der kleine Muck! Herder, Freiburg 1934.
- Sommer eines jungen Mannes. Benziger, Einsiedeln 1936.
- Mensch aus Schatten. Verlag der Buchgemeinde, Bonn 1936.
- Lucia. Verlag Bitter, Recklinghausen 1939.
- Erwin Brummlatschen. Verlag Bitter, Recklinghausen 1939.
- Brief an einen Frontsoldaten. Vestische Druck und Verlag AG, Recklinghausen 1939.
- Der Rotkopf. Verlag Bitter, Recklinghausen 1940.
- Der umbrische Narr. Buchner, München 1947.
- Herr Fridolin erzählt die Geschichte von Gustav Nietnagel. Verlag Bitter, Recklinghausen 1948.
- Einer von Jenen. Thienemann, Stuttgart 1950.
- Jung Buffalo Bill. Schweizer Jugend-Verlag, Solothurn 1959.

### Sachbücher
- Was ist der Mensch – Ebenbild oder Knecht Gottes. Vestische Druck und Verlag AG, Recklinghausen 1937.
- Nation, Abendland, Welt. Schwippert, Bonn 1946.
- Robert Koch. Lux, Murnau 1947.
- Michelangelo. Bayerischer Schulbuch-Verlag, München 1951.
- Das Abendland in der Kunst. Mandruck, München 1955.
- Die Kunst der griechischen Antike. Mandruck, München 1955.
- Die Kunst der Etrusker und der Römischen Republik. Mandruck, München 1956.
- Die Kunst des Römischen Kaiserreiches bis zum Sieg des Christentums. Mandruck, München 1957.
- Römische Kunst der Spätantike im Reich der christlichen Kaiser. Glock u. Lutz, Nürnberg 1962.
- Die Etrusker. L. Müller, München 1965.
- Das alte Rom. Kohlhammer, Stuttgart, Berlin, Köln, Mainz 1971.
- Römische Kunstgeschichte. Herder, Freiburg (im Breisgau), Basel, Wien 1973.
- Die Etrusker und ihre Welt. DuMont, Köln 1975.
- Die italienische Renaissance. DuMont, Köln 1977.
- Malerei der italienischen Renaissance. DuMont, Köln 1979.
- Florenz. Pfützner, München 1979.
- Das antike Rom. DuMont, Köln 1979.
- Die Kunst der römischen Katakomben. DuMont, Köln 1983.
- Kleine Geschichte der römischen Kunst. DuMont, Köln 1984.
- Frühchristliche Kunst in Rom. DuMont, Köln 1991.
- Kunst und Leben im antiken Rom. DuMont, Köln 1994.
- Ravenna und seine Mosaiken. DuMont, Köln 1996.

### Film
- So lebten die Etrusker. VHS, DuMont, Köln 1988.